# Chazz Palminteri
Calogero Lorenzo Alfredo "Chazz" Palminteri (Nova York, 15 de maig de 1952) és un actor i escriptor estatunidenc nominat als premis Oscar el 1994 per la pel·lícula Bales sobre Broadway. És conegut per la seva actuació en pel·lícules com Sospitosos habituals, Una història del Bronx i La brigada de Mulholland.

## Primers anys
Palminteri és d'ascendència italiana; la seva família és originària de Menfi, Agrigent. Els seus avis, Calogero Palminteri i Rosa Bonfante, es van casar el 1908 i van emigrar des de Menfi als Estats Units el 1910. Chazz Palminteri va néixer al Bronx, Nova York, el 1952, fill de Rose, mestressa de casa, i Lorenzo Palminteri, conductor d'autobús. Durant el seu camí cap a l'actuació, dividia el seu temps treballant com guàrdia de seguretat (al costat de Dolph Lundgren) i actuant en obres off-Broadway. El seu gran èxit va arribar el 1988 amb la seva obra A Bronx Tale, la qual seria portada al cinema el 1993.

## Carrera
El Bronx té una considerable influència en el seu treball, particularment en Una història del Bronx, una obra que va escriure i després va adaptar al cinema el 1993 dirigida i protagonitzada per Robert De Niro. La pel·lícula va ser elogiada i va catapultar la seva carrera com a actor, i li va obrir les portes de Hollywood, amb papers secundaris en pel·lícules com Sospitosos habituals de Bryan Singer i Bales sobre Broadway de Woody Allen. Gràcies a la seva participació en la pel·lícula d'Allen va ser nominat a l'Oscar com millor actor de repartiment, però va perdre amb Martin Landau (Ed Wood).
Palminteri ha estat elogiat per papers dramàtics en pel·lícules com The Perez Family, Jade de William Friedkin i Diabolique (amb Sharon Stone i Isabelle Adjani), com també per papers còmics per pel·lícules com Analyze This (amb Robert De Niro i Billy Crystal) i Down to Earth. A més va fer diversos comercials per a Coca-Cola Vainilla, on interpretava a un cap de la màfia que amenaça a les celebritats que no aproven el producte en qüestió. També va prestar la seva veu a diversos personatges de pel·lícules animades, entre elles Hoodwinked! (2006).
Va fer el seu debut com a director amb el telefilme Women vs. Men (2002). El 2004 va dirigir Noel, protagonitzada per Alan Arkin i Susan Sarandon. Entre els seus següents treballs es troben A Guide to Recognizing Your Saints, La prova del crim i Arthur i els Minimoys.
Chazz Palminteri va actuar a Broadway a A Bronx Tale, una obra semiautobiográfica que va ser estrenada off-Broadway el 1989. La producció, dirigida per Jerry Zaks i amb la música de John Gromada, va ser realitzada a l'octubre de 2008 i va durar 18 setmanes. A A Bronx Tale (Una història del Bronx), Palminteri interpreta 18 papers, on descriu una infantesa dura als carrers d'aquest districte. L'obra va ser realitzada durant dos mesos en Playhouse 91 el 1989. Va ser aquí on Robert De Niro va veure el xou, que es transformaria en el seu debut com a director de cinema, a més la versió de De Niro va ser coprotagonitzada per Palminteri.

## Vida privada
Palminteri viu a Bedford, Nova York. Es descriu a si mateix com un catòlic devot "molt espiritual". Està casat amb l'actriu Gianna Ranaudo, amb qui té dos fills: Dante Lorenzo (n. 11 d'octubre de 1995) i Gabriella Rose (n. 25 de desembre de 2001). Es declara fanàtic dels New York Yankees, i sovint truca a la ràdio esportiva WFAN (660 AM).

## Filmografia
- Vault (2019)
- Legend (2015)
- Henry & Me (2014), (veu)
- Once Upon a Time in Queens (2012)
- Mighty Fine (2011)
- Henry and Me (2010) (veu)
- Hollywood & Wine (2010)
- The Oogieloves in the Big Balloon Adventure (2010)
- Once More with Feeling (2009)
- Jolene (2008)
- Yonkers Joe (2008)
- The Dukes (2007)
- Body Armour (2007)
- Little Man (2006)
- Push (2006)
- La prova del crim (2006)
- A Guide to Recognizing Your Saints (2006)
- Drift (2006)
- In the Mix (2005)
- Hoodwinked! (2005) (veu)
- Noel (2004)
- One Last Ride (2003)
- Just Like Mona (2003)
- Poolhall Junkies (2002)
- Lady and the Tramp II: Scamp's Adventure (2001) (veu)
- One Eyed King (2001)
- Down to Earth (2001)
- Boss of Bosses (2001)
- Stuart Little (1999) (veu)
- Excellent Cadavers (1999)
- Una teràpia perillosa (1999)
- A Night at the Roxbury (1998)
- Hurlyburly (1998)
- Scar City (1998)
- La brigada de Mulholland (1996)
- Faithful (1996)
- Diabolique (1996)
- Jade (1995)
- The Last Word (1995)
- The Perez Family (1995)
- Sospitosos habituals (1995)
- Bales sobre Broadway (1994)
- Una història del Bronx (1993)
- There Goes the Neighborhood (1992)
- Innocent Blood (1992)
- Oscar (1991)
- Peter Gunn (1989)
- Glory Years (1987)
- The Last Dragon (1985)
- Home Free All (1984)

## Televisió
| Any       | Títol                               | Paper                         | Notes/Premis                                                                       |
| --------- | ----------------------------------- | ----------------------------- | ---------------------------------------------------------------------------------- |
| 1986      | Hill Street Blues                   | Sonny Cappelito               | Episodi: "Bald Ambition"                                                           |
| 1987      | Glory Years                         | Drummond                      | Telefilm                                                                           |
| 1987      | Matlock                             | MP Sgt. Marcy                 | Episodis: "The Court-Martial: Part 1", "The Court-Martial: Part 2"                 |
| 1989      | Dallas                              | Frank                         | Episodi: "He-e-ere's Papa!"                                                        |
| 1989      | Valerie                             | Leslie                        | Episodi: "Viva Las Vegas"                                                          |
| 1989      | 1st & Ten: The Championship         | Al                            | Episodi: "Duty Call"                                                               |
| 1989      | Wiseguy                             | Peter Alatorre / Sal Rosselli | Episodis: "Sins of the Father", "Heir to the Throne", "How Will They Remember Me?" |
| 1990      | Sydney                              | Tony                          | Episodi: "Love Ya, Babe"                                                           |
| 1999      | Excellent Cadavers                  | Giovanni Falcone              | Telefilm                                                                           |
| 1999      | Dilbert                             | Leonardo da Vinci             | Veu Episodi: "Art"                                                                 |
| 2001      | Boss of Bosses                      | Paul Castellano               | Telefilm                                                                           |
| 2001      | An All-Star Tribute to Brian Wilson | Convidat                      |                                                                                    |
| 2004      | Dr. Vegas                           | Duke Walcott                  | Episodi: "Lust for Life"                                                           |
| 2005      | Kojak                               | Captain Frank McNeil          | 5 episodis                                                                         |
| 2010–2014 | Rizzoli & Isles                     | Frank Rizzoli Sr.             | 6 episodis                                                                         |
| 2010–2017 | Modern Family                       | Shorty                        | 5 episodis                                                                         |
| 2012–2013 | Blue Bloods                         | Angelo Gallo                  | Episodis: "Secrets and Lies", "Justice Served"                                     |
| 2014      | Law & Order: Special Victims Unit   | Perry Cannavaro               | Episodi: "Jersey Breakdown"                                                        |
| 2015      | The Making of the Mob: New York     | Ell mateix                    |                                                                                    |
| 2015      | Kevin Can Wait                      | Vincent                       | Episodi: "Plus One Is the Loneliest Number"                                        |
| 2017      | Voltron: Legendary Defender         | Burrowing Alien               | Episodi: "The Voltron Show!"                                                       |
| 2019      | Godfather of Harlem                 | Joe Bonanno                   | Paper secundari                                                                    |